# Mar di Ceram
Il mar di Ceram (in indonesiano: Laut Seram) è una sezione dell'oceano Pacifico occidentale. Fa parte del Mediterraneo Australasiatico.

## Caratteristiche fisiche
Il mare di Ceram è delimitato a nord dalle isole di Obi e Misool, dalla Nuova Guinea occidentale a est, dalle isole di Ceram e Buru a sud e dalle isole Sanana e Mangole a ovest.
A nord-ovest comunica con il mare delle Molucche, a nord con il mare di Halmahera e a sud con il mar di Banda (cui è collegato attraverso lo stretto di Manipa).
Copre una superficie di circa 12.000 km² e ha una profondità massima di 5315 metri.
Un tempo era denominato Pitt Passage.